# Tsunami
Tsunami e песен на италианската певица Анализа. Тя е пусната на 4 септември 2020 г. като трети сингъл от седмия ѝ албум Nuda. Достига до номер 83 в италианската класация и добива златен статус.

## Замисъл
Текстът е дело на Анализа, Алесандро Раина и Давиде Симонета. Певицата споделя за песента:
| „ | Текстът го написах една нощ, в която не можех да заспя, а думите напираха отвътре. Чувах гласове в главата си, които понякога не те оставят на мира. Писането за мен винаго е било опит да намеря покой. | “ |

## Клип
Клипът към песента е качен в световната платформа Ютюб на 8 септември 2020 г. Режисьор е Джакомо Триля.

## Позиции
| Класация      | Най-висока позиция |
| ------------- | ------------------ |
| Италия (ФИМИ) | 83                 |